# Бобров, Николай Семёнович
Николай Семёнович Бобров (19 декабря 1904, с. Январцево, Приуральская волость, Уральский уезд, Уральская область, Российская империя — 21 января 1971) — советский государственный и партийный деятель.

## Биография
Родился в 1904 году в селе Январцево Приуральной волости Уральской области. Член КПСС.

### Образование
Окончил Буринское Высшее начальное училище (1922); слушатель Уральской школы советского и партийного строительства (1930-1931), Высшей школы партийных организаторов при ЦК ВКП(б) (1943-1945), Курсов переподготовки при ЦК КПСС (1954-1956).

### Трудовая деятельность
- 1922-1930 работал в крестьянском хозяйстве родителей и колхозе
- 1930-1931 на учёбе (см. выше)
- 1931-1933 член Правления, секретарь комитета ВКП(б) совхоза
- 1933 инструктор Уральского райкома ВКП(б)
- 1933-1935 зав. отделом, ответственный инструктор Каменского районного комитета ВКП(б) Западно-Казахстанской

области
- 1935-1937 инструктор Западно-Казахстанского обкома ВКП(б)
- 1937-1938 первый секретарь Бурлинского райкома КП(б) Казахстана
- 1938 первый секретарь Чапаевского районного комитета КП(б) Казахстана (Западно-Казахстанская область)
- 1938-1939 проректор коммунистической сельскохозяйственной школы
- 1939-1940 первый секретарь Теректинского районного комитета КП(б) Казахстана
- 1940-1943 заведующий Сельскохозяйственным отделом, 2-й секретарь Западно-Казахстанского обкома КП(б) Казахстана
- 1943-1945 на учёбе (см. выше)
- 1945-1948 второй секретарь Северо-Казахстанского областного комитета КП(б) Казахстана
- 1948-1954 1-й секретарь Северо-Казахстанского областного комитета КП Казахстана
- 1954-1956 на учёбе (см. выше)
- 1956 заместитель заведующего Сельскохозяйственным отделом ЦК КП Казахстана
- 1956-1957 заместитель председателя Исполнительного комитета Джамбульского облисполкома
- 1957-1961 председатель Партийной комиссии Западно-Казахстанского обкома КП Казахстана.

С 1961 г. на пенсии.
Избирался депутатом Верховного Совета Казахской ССР 2-го и 3-го созывов.
Делегат XIX съезда КПСС.